# Deep Six (album)
Deep Six est une compilation de rock indépendant sortie en mars 1986 sur le label C/Z Records. Il s'agit de la toute première production pour ce label, et elle précède de quelques mois la sortie de Sub Pop 100 de Sub Pop Records. On peut la considérer comme le premier disque de grande influence sur le futur « son de Seattle », qui serait mondialement connu quelques années plus tard sous la dénomination de Grunge. L'album fut réédité le 6 avril 1994 dans le cadre d'un partenariat C/Z Records/A&M Records (n° 6971 2400 2 du catalogue).

## Pistes
1. Green River - 10,000 Things
2. Melvins - Scared
3. Melvins - Blessing the Operation
4. Malfunkshun - With Yo' Heart (Not Yo' Hands)
5. Skin Yard - Throb
6. Soundgarden - Heretic
7. Soundgarden - Tears to Forget
8. Malfunkshun - Stars-N-You
9. Melvins - Grinding Process
10. Melvins - She Waits
11. Skin Yard - The Birds
12. Soundgarden - All Your Lies
13. Green River - Your Own Best Friend
14. The U-Men - They

Une autre version du titre "Heretic" de Soundgarden apparaît sur la bande originale du film Pump Up the Volume.

## Personnel
- Chris Hanzsek - Producteur
- Tina Casale - Producteur
- Reyza Sageb - Artwork de l'album bleu original
- Charles Peterson - Photographie
- Green River - Musiciens
  - Mark Arm - chant
  - Jeff Ament - Basse
  - Stone Gossard - Guitare
  - Bruce Fairweather - Guitare
  - Alex Vincent - Batterie
- Melvins - Musiciens
  - King Buzzo - Chant, guitare
  - Matt Lukin - Basse
  - Dale Crover - Batterie
- Malfunkshun - Musiciens
  - Regan Hagar - Batterie
  - Kevin Wood - Guitare
  - Andrew Wood - Chant, Basse
- Skin Yard - Musiciens
  - Ben McMillan - Chant, Saxophone sur piste 11
  - Jack Endino - Guitare
  - Daniel House - Basse
  - Matt Cameron - Batterie
- Soundgarden - Musiciens
  - Chris Cornell - Chant
  - Hiro Yamamoto - Basse
  - Kim Thayil - Guitar
  - Scott Sundquist - Batterie
- The U-Men - Musiciens
  - John Bigley - Chant
  - Tom Price - Guitare
  - Jim Tillman - Basse
  - Charlie Ryan - Batterie

## Source
- (en) Cet article est partiellement ou en totalité issu de l’article de Wikipédia en anglais intitulé « Deep Six (album) » (voir la liste des auteurs).